# هارالد نيلسن (لاعب كرة قدم)
هارالد نيلسن (بالدنماركية: Harald Nielsen)‏ (26 أكتوبر 1941 بفريكشهاون في الدنمارك - 11 أغسطس 2015 ببولونيا في الدنمارك) هو كاتب غير روائي ولاعب كرة قدم دانمركي في مركز الهجوم، شارك في الألعاب الأولمبية الصيفية 1960. وشارك مع منتخب الدنمارك لكرة القدم. أما مع النوادي، فقد لعب مع إنتر ميلان ونادي بولونيا ونادي سامبدوريا ونادي نابولي ونادي فريكشهاون ‏.

## وصلات خارجية
- هارالد نيلسن على موقع IMDb (الإنجليزية)
- هارالد نيلسن على موقع IMDb (الإنجليزية)
- هارالد نيلسن على موقع ميوزك برينز (الإنجليزية)
- هارالد نيلسن على موقع ديسكوغز (الإنجليزية)
- هارالد نيلسن على موقع قاعدة بيانات الفيلم (الإنجليزية)
- هارالد نيلسن على موقع كينوبويسك (الروسية)

- هارالد نيلسن على موقع قاعدة بيانات كرة القدم.إي يو (الإنجليزية)
- هارالد نيلسن على موقع ناشيونال فوتبول تيمز (الإنجليزية)
- هارالد نيلسن على موقع عالم كرة القدم.نت (الإنجليزية)
- هارالد نيلسن على موقع أوليمبيديا (الإنجليزية)